# Südstaaten

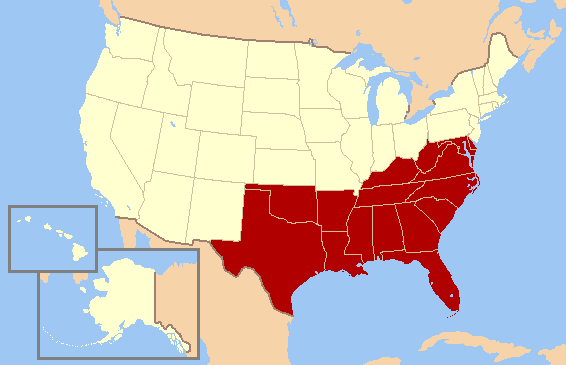
Definition des United States Census Bureau: die Südstaaten, eine von vier Großregionen der USA

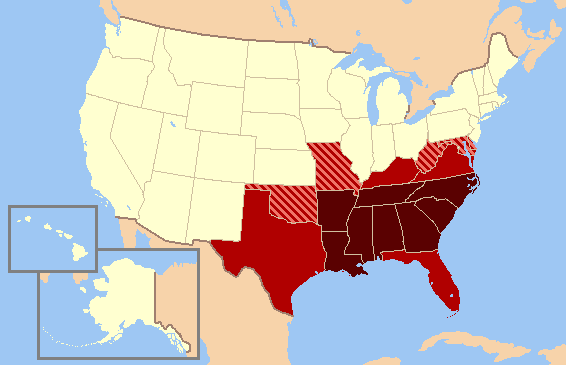
Die Südstaaten der USA. Tiefrot: diejenigen Staaten, die in jeder heutigen Bestimmung den Süden ausmachen, heller: die üblicherweise ebenfalls gemeinten, schraffiert: Staaten, die nur selten einbezogen werden.

Die Südstaaten (auch Dixieland genannt) sind eine Großregion im Südosten der USA. Nach der geografisch orientierten Definition des United States Census Bureau bestehen die Südstaaten aus insgesamt 16 Staaten mit knapp 100 Millionen Einwohnern auf 2.384.143 km². Es handelt sich um jene 15 eher östlichen Bundesstaaten, die südlich der Mason-Dixon-Linie, der Grenze zwischen Pennsylvania und Maryland, liegen und in denen bis 1865 die Sklavenhaltung erlaubt war, sowie Oklahoma, das erst 1907 gegründet wurde. Der einwohnerreichste dieser Staaten ist Texas.
Im engeren Sinn bezeichnet der Begriff jene elf der Sklavenhalterstaaten, die sich 1860/1861 nach der Wahl Abraham Lincolns zum US-Präsidenten von der Union abspalteten. Lincoln hatte zwar nicht die Abschaffung der Sklaverei gefordert, denn dies war Sache der Bundesstaaten, aber der Republikaner aus dem Norden bewies, dass jemand auch ohne Unterstützung des Südens zum US-Präsidenten gewählt werden konnte. Die elf Staaten bildeten die Konföderierten Staaten von Amerika, unterlagen aber den Nordstaaten im Sezessionskrieg (1861–1865). Der wiederhergestellte Gesamtstaat erließ Maßnahmen zur Besserstellung der schwarzen Bevölkerung und regierte die Südstaaten während der Zeit der Reconstruction direkt. Auf diesem geschichtlichen Hintergrund beruht das Verständnis der Südstaaten als vor allem politisch und kulturell definierter Großregion.

## Definitionen

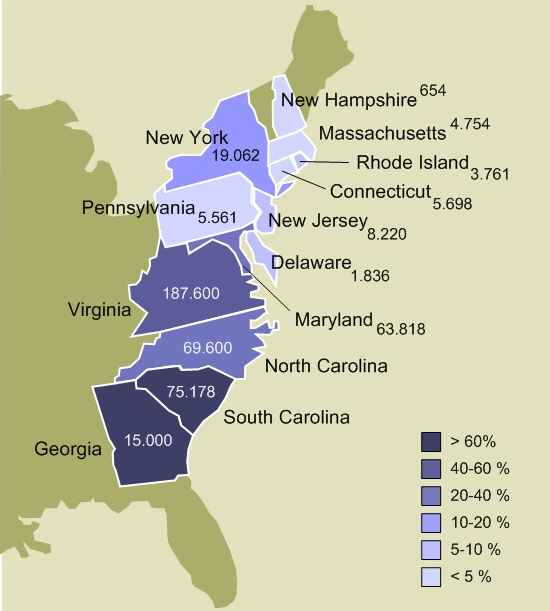
Sklaverei um 1770: absolute Zahlen der Sklaven pro Kolonie, sowie (Flächenfarbe) ihr Anteil an der Bevölkerung

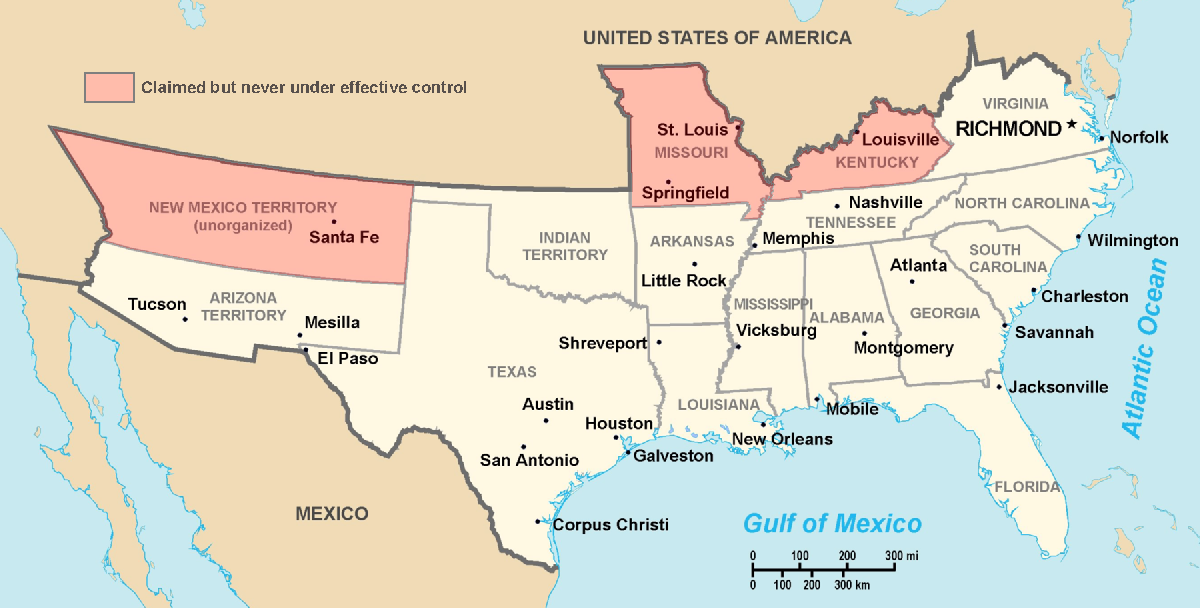
Konföderierte Staaten von Amerika, 1861–1865

Südstaaten sind im engeren Sinn diejenigen Staaten, die sich 1860/1861 von der Union losgesagt bzw. den Konföderierten Staaten angeschlossen hatten. Zu den Konföderierten Staaten gehörten im Februar 1861 zunächst South Carolina, Mississippi, Georgia, Louisiana, Florida und Alabama; zwischen März und Juli 1861 traten Texas, Virginia, Arkansas, North Carolina und Tennessee bei.
Diese elf Staaten waren allesamt sklavenhaltende Staaten, jedoch blieben einige sklavenhaltende Staaten beim Norden: Missouri, Kentucky, Maryland, Delaware. Im Sezessionskrieg löste sich West Virginia von Virginia und schloss sich 1863 dem Norden an. Der District of Columbia, also die Hauptstadt Washington, kannte noch 1860 die Sklavenhaltung. So gesehen kann man den Hauptstadtdistrikt zu den sklavenhaltenden Gebieten rechnen, die sich nicht den Konföderierten angeschlossen haben.
Oft werden die Südstaaten vereinfachend mit den Staaten gleichgesetzt, in denen Sklavenhaltung erlaubt war. Allerdings galt dies noch um 1800 auch für einige Neuengland-Staaten.
Nach der Festlegung des United States Census Bureau gehören zu den Südstaaten (genauer gesagt, zur geografischen Großregion South = „Süden“) zusätzlich zu den oben genannten elf Staaten fünf weitere Staaten (von Ost nach West: Delaware, Maryland, West Virginia, Kentucky und Oklahoma), außerdem die Hauptstadtregion (District of Columbia).
Teilgebiete der Südstaaten werden wie folgt bezeichnet:
- Old South: die (sklavenhaltenden) südlichen Staaten unter den 13 Gründungsstaaten der USA. Meist werden die Ostküstenstaaten Delaware, Maryland, Virginia, North Carolina, South Carolina und Georgia zum Old South gezählt.
- Upland South oder Upper South: die nördlichen der Südstaaten, vor allem jene, die sich den Konföderierten Staaten erst nach deren Gründung anschlossen, also Texas, Virginia, North Carolina, Tennessee und Arkansas. Im weiteren Sinne kann man auch die Staaten hinzuzählen, die bei der Union blieben.
- Deep South: die südlichen Staaten South Carolina, Georgia, Florida, Alabama, Mississippi und Louisiana.
- Lower South: Dieser Begriff wird entweder mit dem Deep South gleichgesetzt oder nach dem Historiker Ira Berlin auf die südöstlichen Staaten South Carolina, Georgia und Florida verengt.

## Geographie
Wichtige geographische Merkmale sind (von Ost nach West) die Atlantikküste, die Gebirgskette der Appalachen, der Mississippi River und die weiten Landschaften von Texas.
Die meisten Südstaaten weisen ein feuchtes subtropisches Klima auf. Die Böden sind meist fruchtbar, die sichere frostfreie Periode beträgt mehr als sechs Monate. Typische Pflanzen der Gegend sind Lebenseichen, Magnolien, Dogwood und Weihrauchkiefer.

## Geschichte

### Vorkoloniale Zeit
Um das Jahr 800 herum entwickelten sich erstmals in der Gegend stratifizierte Gesellschaften, die von einem wirtschaftlichen Überschuss profitierten. Besonders die Mississippi-Kultur ist bemerkenswert. Die Indianer betrieben Ackerbau (vor allem Mais) und begannen, sich in Städten anzusiedeln. Die größte Stadt der Mississippi-Kultur, Cahokia, in der Nähe des Zusammenflusses von Missouri River und Mississippi-River gelegen, hatte im 12. Jahrhundert um 20.000 Einwohner. Inwieweit diese Entwicklung von den Indianern Mittelamerikas beeinflusst war, ist noch nicht abschließend erforscht.
Um das 13. Jahrhundert herum begann allerdings ein Niedergang der Kulturen. Die Bevölkerungszahl ging zurück, Städte wurden verlassen. Die Expedition Hernando de Sotos im 16. Jahrhundert fand viele offensichtlich seit langer Zeit im Stich gelassene Plätze vor, der Austausch der Stämme und Kulturen untereinander war nur noch ein schwacher Abglanz dessen, was sich aus archäologischen Funden aus früherer Zeit herauslesen lässt.
Die Bewohner der Gegend gehörten zu den Sprachfamilien der Sioux (Quapaw, Biloxi), Algonkin-Sprachfamilie (Pamunkey, Shawnee), Irokesischen Sprachen (Cherokee, Tuscarora, Westos), Caddo (Hasinai, Kadohadacho, Natchitoches), der Golf-Sprachen (Atakapa, Chitimacha, Natchez, Tunica) und Timucuan (Apalachee, Choctaw, Oristas, Cusabos, Chickasaw, Guales, Alabama, Muskogee).

### Koloniale Zeit
Erste spanische Expeditionen wurden 1527/28 von Pánfilo de Narváez und Álvar Núñez Cabeza de Vaca sowie 1539/40 von Hernando de Soto, der weit ins Landesinnere vordrang, durchgeführt. Obwohl es historisch noch umstritten ist, begann der Niedergang der Mississippi-Kultur weit vor den Expeditionen der Spanier, diese aber versetzten mit ihren Waffen und vor allem den eingeschleppten Krankheiten den Ureinwohnern einen weiteren gravierenden Stoß.
Im Jahre 1585 gründete Walter Raleigh die erste englische Siedlung auf dem Boden der heutigen USA. Sie wurde auf Roanoke Island (North Carolina) gegründet, war jedoch nicht von Dauer. Erst im Jahre 1607 gelang es den Engländern, in Virginia die erste permanente Siedlung Jamestown zu gründen. Wie Neuengland wurde auch der Süden zunächst von englischen Protestanten besiedelt. Später kamen auch andere Religionsgemeinschaften hinzu.

### Antebellum

#### Aufnahme in die Union ab 1776

Entwicklung von Sklavenstaaten und freien Staaten bis zum Amtsantritt Lincolns 1861 (Animation)

Im Jahr 1776 zählten von den 13 Gründungsstaaten der USA sechs zu den sklavenhaltenden Südstaaten: Delaware, Maryland, Virginia, North Carolina, South Carolina und Georgia. Gleichfalls als Sklavenstaaten wurden 1792 Kentucky, 1796 Tennessee, 1812 Louisiana, 1817 Mississippi und 1819 Alabama in die Union aufgenommen. Ebenfalls als Südstaaten galten Missouri, das 1821 der Union beitrat, Arkansas, das 1836 zur Union kam, sowie seit 1845 Florida und Texas. Alle diese Staaten erlaubten die Sklavenhaltung.
Bei den Wahlen zum amerikanischen Präsidenten und zum Repräsentantenhaus hängt die Zahl der von einem Staat entsandten Wahlmänner bzw. Abgeordneten von dessen Bevölkerungsanzahl ab. Daher war es eine wichtige Streitfrage, ob die Sklaven, die vor allem im Süden lebten, bei der Berechnung mitgezählt würden. Im Großen Kompromiss von 1787, der solche und ähnliche Fragen klärte, wurde beschlossen, dass drei Fünftel der Sklaven mitgezählt werden sollten. Diese Regelung verlor nach der Abschaffung der Sklaverei 1865 ihre Bedeutung. Ironischerweise erhielten die Südstaaten daher mehr Vertreter als zuvor, obwohl die ehemaligen Sklaven nicht unbedingt wählende Bürger wurden.

#### Wirtschaft

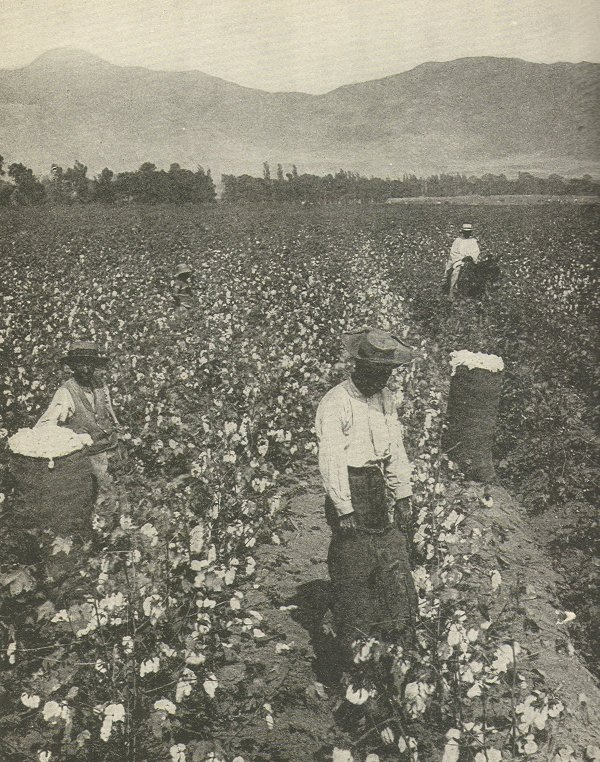
Baumwollernte im Süden, Anfang des 20. Jahrhunderts

Zwischen den 1790er-Jahren mit der Erfindung der Egreniermaschine durch Eli Whitney und dem Amerikanischen Bürgerkrieg setzte sich Baumwolle als primäres Agrargut durch. Sie trug in dieser Zeit maßgeblich dazu bei, die britische Textilindustrie zu versorgen. Mehrere Millionen Hektar frühere Wildnis wurden erschlossen; begleitet wurde der Prozess von einer intensiven Modernisierung. Dieselbe Zahl von Arbeitern, die um 1800 einen Hektar Baumwolle bearbeiten konnte, bearbeitete um 1850 zwölf Hektar, ergänzt um Maisfelder und andere Früchte zur Selbstversorgung. Die Entwicklung des Raddampfers fällt ebenso wie die Ausbreitung der Eisenbahn zum Transport und die Einführung des Telegraphen in diese Zeit.
Waren die Menschen im größten Teil der Südstaaten um 1800 noch Selbstversorger, bestanden 1860 intensive Handelsbeziehungen zu den Nordstaaten, und so gut wie alle Konsumgüter und Maschinen wurden importiert. Zentrum der Baumwollindustrie war der Staat Mississippi und hier besonders die südliche Gegend von Vicksburg entlang des Mississippi River mit dem städtischen Zentrum Natchez.

#### Sklaverei
Die Sklaven in den Südstaaten wurden dort als Sklaven geboren oder kamen durch den atlantischen Sklavenhandel ins Land, bis 1808 die Einfuhr von Sklaven in die USA verboten wurde.

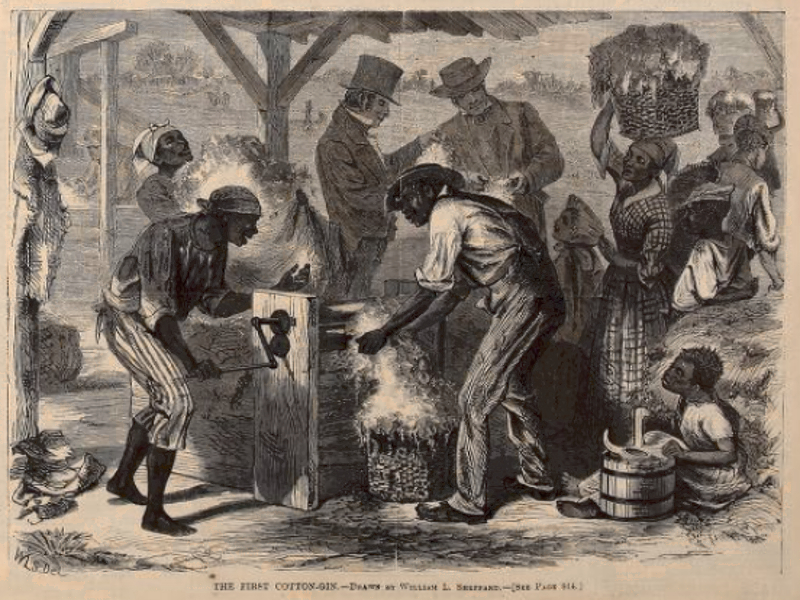
Sklaven bei der Arbeit am Cotton Gin

Die Sklavenarbeit auf den Tabak- und Baumwollfarmen und Plantagen der Südstaaten unterschied sich von der früher etablierten Sklavenarbeit auf den karibischen Zuckerrohrplantagen. Tabak- und Baumwollanbau war weniger kraftintensiv als Zuckerrohranbau – die Sklavenhalter konnten es sich leisten, etwa zur Hälfte Frauen zu besitzen. Sie unterstützten Familiengründungen, da diese nicht nur für (geldwerten) Nachwuchs sorgten, sondern auch mögliche Aufstände verhinderten, da potenziell Beteiligte wesentlich mehr zu verlieren hatten als in der Karibik. Darüber hinaus kam es in den Südstaaten seltener zu Aufständen als in der Karibik, da Sklavenaufstände durch eine gut organisierte Miliz im Keim erstickt wurden. Ferner war der Anteil der Sklaven an der Gesamtbevölkerung wesentlich geringer als beispielsweise auf der britischen Insel Jamaika, wo die Weißen nur eine sehr kleine Kolonialoberschicht ausmachten.
Die Sklavenarbeit wurde entweder nach dem Gang-System geleistet oder nach dem Task-System. Im Gang-System arbeiteten die Sklaven den ganzen Tag unter einem (meist auch versklavten) Aufseher, im Task-System bekamen sie eine bestimmte Aufgabe gestellt und hatten frei, wenn sie diese vor Ablauf der angesetzten Zeit schafften.
Neben der Mehrzahl der Sklaven, die auf den Plantagen und Farmen arbeiteten, gab es auch Haussklaven und Facharbeiter. Die letzteren wurden oft in der Zeit, in der es keine Arbeit auf der Farm gab, an Handwerker in den naheliegenden Städten vermietet, wodurch diese Sklaven in der Regel ein wenig freier leben konnten. Die Chancen, offiziell freizukommen, waren gering. Traditionell besaßen die Eigentümer das Recht, ihre Sklaven in die Freiheit zu entlassen, meist wendeten sie das jedoch nur bei ihren eigenen (nicht anerkannten) Kindern mit weiblichen Haussklaven an. In den letzten Jahren vor der Sezession begann die Angst zu wachsen, dass Freigelassene die Sklaven zur Unruhe anstiften würden; das Recht der Freilassung wurde teilweise allein auf den Gouverneur der einzelnen Staaten verlagert.
Natürlich versuchten die Sklaven, zu fliehen. Mit Hilfe von Sympathisanten und Abolitionisten gelang dies beispielsweise durch die Underground Railroad. Während Aufstände selten waren, kam Sabotage öfter vor. Gerade die handwerklich ausgebildeten Sklaven hatten sowohl das technische Verständnis als auch die Möglichkeiten, an den Maschinen ihrer Besitzer großen Schaden anzurichten, ohne dass ihre eigene Tat dabei offensichtlich wurde.

#### Die Sklavenfrage

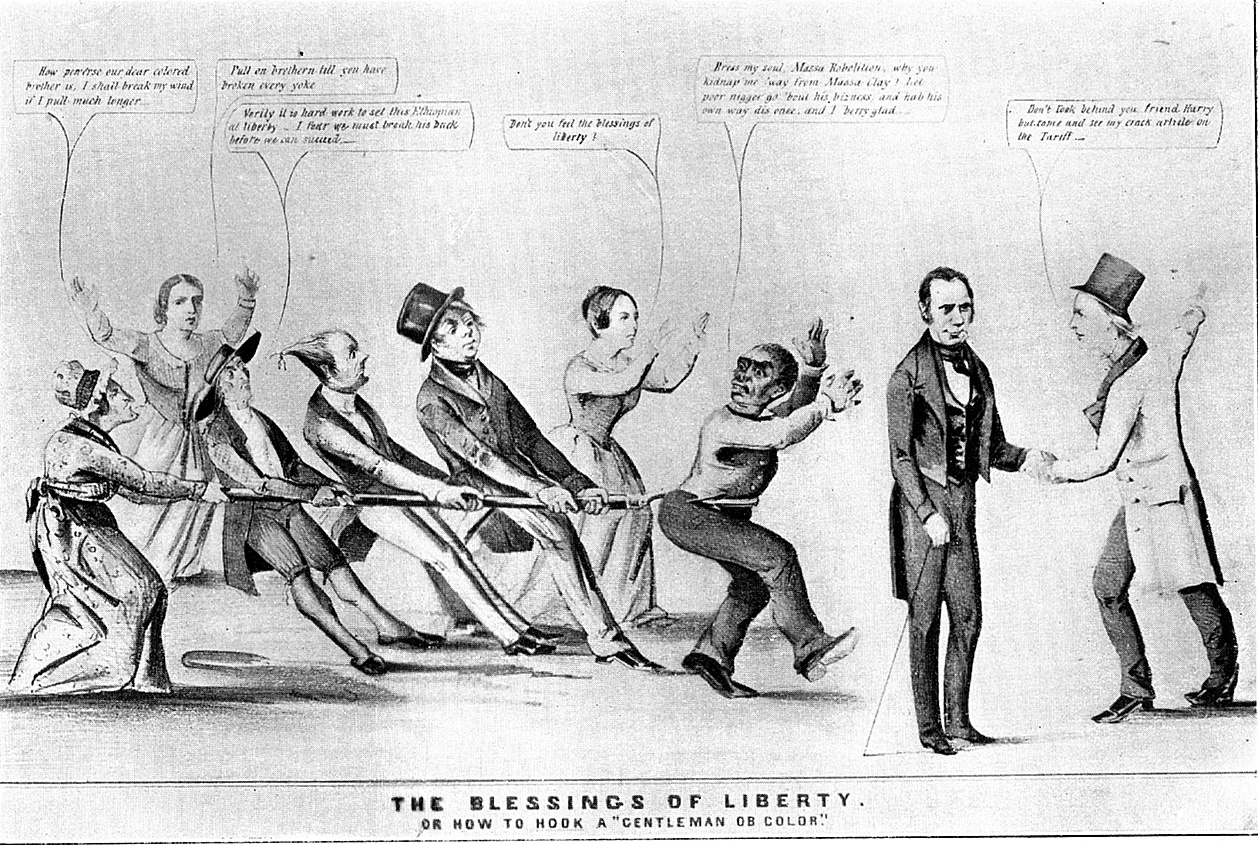
Karikatur gegen die Abolitionisten, deren Bemühen in Wahrheit den Sklaven schaden würde (Mitte des 19. Jahrhunderts)

Die Bewegung der Abolitionisten machte den Eindruck einer starken Lobbygruppe, obwohl sie weniger Macht hatte als der Süden befürchtete. Zwar waren die Nordstaatler aus Prinzip gegen die Sklaverei, doch auch gegen eine rasche Abschaffung im Süden. Sie fürchteten nicht nur Chaos und Massaker im Süden selbst, sondern auch eine massenhafte Migration von befreiten Sklaven in den Norden. Maßnahmen der Südstaaten, durch die die Abolitionisten-Propaganda im Süden behindert wurde, missfielen jedoch auch Nordstaatlern, die die Pressefreiheit gefährdet sahen.
Strittig war beispielsweise, ob ein in den Norden geflüchteter Sklave weiterhin als Eigentum seines im Süden lebenden Halters angesehen werden sollte. Ein Sklavenfluchtgesetz von 1850 sorgte für Unruhen, da Sklavenhalter ihre Sklaven im Norden einfingen – beziehungsweise irgendwelche Schwarzen unter dem Vorwand, dass diese entlaufene Sklaven seien. Die Beweislast, kein Sklave gewesen zu sein, lag beim Betroffenen. Insgesamt waren es eher wenige Fälle, aber es kam zu blutigen Auseinandersetzungen zwischen Sklavenhaltern und Sklaven sowie denjenigen Menschen, die ihnen beistanden. Blutig waren auch die bürgerkriegsähnlichen Zustände in Kansas. Dort trachteten Sklaverei-Befürworter danach, durch Manipulation die Macht im Territorium zu erlangen und Kansas als sklavenhaltenden Staat den USA beitreten zu lassen.
Im Jahr 1857 entschied der Supreme Court, der höchste Gerichtshof der USA, dass ein Sklave oder geflohener Sklave nicht das Bürgerrecht eines sklavenfreien Bundesstaates erwarb, in dem er sich aufhielt. Hintergrund war der Fall von Dred Scott, der von seinem Sklavenhalter mit in einen Nordstaat genommen worden war. Der Gerichtshof gab an, dass das verfassungsmäßig garantierte Eigentumsrecht der Sklavenhalter Vorrang habe.
Die Gegner der Sklaverei befürchteten die logische Konsequenz des Urteils. Denn wenn die Eigentumsrechte im Norden weitergelten sollten, beispielsweise wenn ein Südstaatler mit seinen Sklaven einen Nordstaat besucht, dann würde letztlich auch ein Aufenthalt für länger oder für immer erlaubt sein. So würde auch der Handel mit Sklaven und überhaupt die Sklaverei als solche auch in den bislang sklavenfreien Staaten eingeführt werden.
Ein weiterer Hauptstreitpunkt zwischen Nord- und Südstaaten war die Frage, ob die Sklaverei in den neu gewonnenen Gebieten des Westens eingeführt werden sollte. Die Nordstaatler befürchteten, dass sie bei Einführung eine Minderheit innerhalb der Union werden würden. Beispielsweise 1820 kam es zum Missouri-Kompromiss, dem zufolge die Sklaverei nur südlich einer bestimmten Linie eingeführt werden durfte. Auf lange Sicht kamen hingegen die Südstaaten ins Hintertreffen, da nur wenige neu aufgenommene Bundesstaaten die Sklaverei erlaubten. Dies hatte nicht zuletzt klimatische Gründe, da sich eine auf Sklaven basierende Landwirtschaft im Norden nicht lohnte und kein Bedarf an Sklaven bestand. Strittig waren außerdem Handelsbestimmungen, die es dem Süden erschwerten, verarbeitete Güter aus anderen Ländern als den Nordstaaten einzuführen.
Die begründete Befürchtung der Südstaaten war, dass sie im Gesamtstaat an Einfluss verlieren und letztlich ihre Art des Wirtschaftens nicht aufrechterhalten könnten. Da praktisch alle Einwanderer in die USA sich in sklavenfreien Staaten niederließen, sank der Anteil der Südstaatenbevölkerung am Gesamtstaat: Bis 1830 waren es noch 42 Prozent, bis 1850 nur noch 35 Prozent (und bezogen auf die Weißen nur 23 Prozent).
Bis 1860 waren nur vom Süden unterstützte Kandidaten Präsidenten der Vereinigten Staaten geworden. In jenem Jahr wurde jedoch Abraham Lincoln gewählt, dessen neue Republikanische Partei vor allem im Norden beheimatet war. Persönlich war er für die Abschaffung der Sklaverei; er respektierte aber die Gesetzeslage, die die Sklavenfrage den Bundesstaaten überließ. Nur eine Verfassungsänderung mit Zweidrittelmehrheit hätte die Sklaverei in den gesamten USA abschaffen können.

### Gründung der Konföderation 1860/61

Eine Heerfahne (stars and bars) der Konföderierten Staaten. Noch heute empfinden sie viele Menschen im Süden als identitätsstiftend. Kritiker verweisen darauf, dass diese Flagge auch ein Symbol für die Sklavenhaltung sei.

Die Südstaaten hätten trotz der Wahl Lincolns in der Union bleiben und weiterhin Sklaverei erlauben können. Aus Furcht vor künftigen Entwicklungen entschlossen sich jedoch einige der Sklavenhalterstaaten, aus der Union auszutreten (Sezession) und einen eigenen Gesamtstaat zu bilden.
South Carolina erklärte den Austritt aus der Union bereits im Dezember 1860, noch vor dem Amtsantritt des neugewählten Präsidenten im März. Der noch amtierende Präsident James Buchanan war der Ansicht, dieser Austritt sei zwar illegal, es gebe aber andererseits auch keine rechtliche Grundlage dafür, ihn mit Gewalt zu verhindern; er blieb daher untätig, obwohl Lincoln ihn zum Handeln aufforderte.
Der Sezession South Carolinas folgten im Januar 1861 die Staaten Mississippi, Florida, Alabama, Georgia und Louisiana. Am 4. Februar 1861 konstituierte sich in Montgomery ein Provisorischer Kongress aus Vertretern dieser Staaten, die die Konföderierten Staaten von Amerika (CSA) gründeten und sich am 11. März eine eigene Verfassung gaben. Texas, dessen auf einem Konvent in Austin am 1. Februar 1861 beschlossene Austrittserklärung am 23. Februar per Referendum gebilligt wurde und damit zum 2. März in Kraft trat, war der letzte Staat, der noch vor dem Amtsantritt Abraham Lincolns am 4. März und dem Beginn des Sezessionskrieges aus der Union aus- und den Konföderierten Staaten beitrat.
Ein Wendepunkt wurde der Angriff auf Fort Sumter am 12. und 13. April 1861. Die Festung auf dem Gebiet von South Carolina stand unter Bundesverwaltung und wurde von South Carolina eingenommen. Damit begann der eigentliche Bürgerkrieg, und nun traten auch Virginia, Arkansas, North Carolina und Tennessee aus der Union aus. Nach dem Beitritt des bevölkerungsreichen Virginia zur Konföderation ersetzte Richmond, die Hauptstadt Virginias, Montgomery, die Hauptstadt Alabamas, als Hauptstadt der Konföderation.

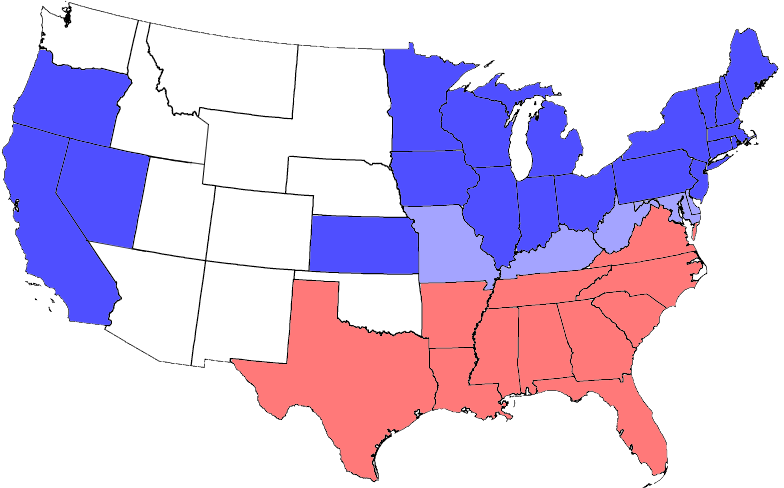
Nordamerika 1864: rot die Konföderierten Staaten, blau die Union; hellblau Unionsstaaten mit Sklavenhaltung

Im Überblick die Daten des Austritts aus der Union:
- South Carolina: 20. Dezember 1860
- Mississippi: 9. Januar 1861
- Florida: 10. Januar 1861
- Alabama: 11. Januar 1861
- Georgia: 19. Januar 1861
- Louisiana: 26. Januar 1861
- Texas: 23. Februar 1861
- Virginia: 17. April 1861
- Arkansas: 6. Mai 1861
- Tennessee: 6. Mai 1861
- North Carolina: 20. Mai 1861

Von den sklavenhaltenden Staaten verblieben lediglich Maryland, Kentucky, Missouri und Delaware in der Union, wobei nur der dauernde Verbleib des letzteren als sicher galt. Von Virginia spaltete sich 1863 der neue Staat West Virginia ab, der sich der Union anschloss.
Während des Krieges wurden große Teile der Südstaaten durch Truppen des Nordens verwüstet, und der Süden litt unter einer Handelsblockade, die von nördlichen Seestreitkräften kontrolliert wurde. Zudem schädigte der Süden sich zunächst selbst durch ein Embargo der Baumwolle, im falschen Vertrauen auf die eigene wirtschaftliche Bedeutung. Die Baumwolllager in Europa waren hingegen nach mehreren Kriegswarnungen voll, und die Textilwirtschaft dort erlebte gerade eine Absatzkrise.
Europäische Staaten wie Großbritannien und Frankreich hatten durchaus ein Interesse an der Spaltung der Union, wagten aber zunächst nicht, in einen offenen Konflikt mit den Nordstaaten zu treten. Mit der Emanzipations-Proklamation, mit der die Nordstaaten die Sklaverei für abgeschafft erklärten, gewannen diese Sympathien in England, wo es bereits eine starke Anti-Sklaverei-Bewegung gab. In England war damit ein Eingriff zugunsten von Sklavenhaltern innenpolitisch nicht durchzusetzen. Ohne England war auch Frankreich nicht bereit, sich zu engagieren. 
Aufgrund der industriellen Stärke des wesentlich bevölkerungsreicheren Nordens konnte sich der Süden langfristig nicht gegen diesen behaupten, doch waren große Teile des bisherigen Offizierskorps der Bundesarmee Südstaatler und die Truppen des Südens kämpften engagierter. Am 9. April 1865 kapitulierte der Südstaatengeneral Robert Edward Lee. Die letzten konföderierten Truppen ergaben sich am 23. Juni 1865 in Texas.

### Nach dem Bürgerkrieg 1865

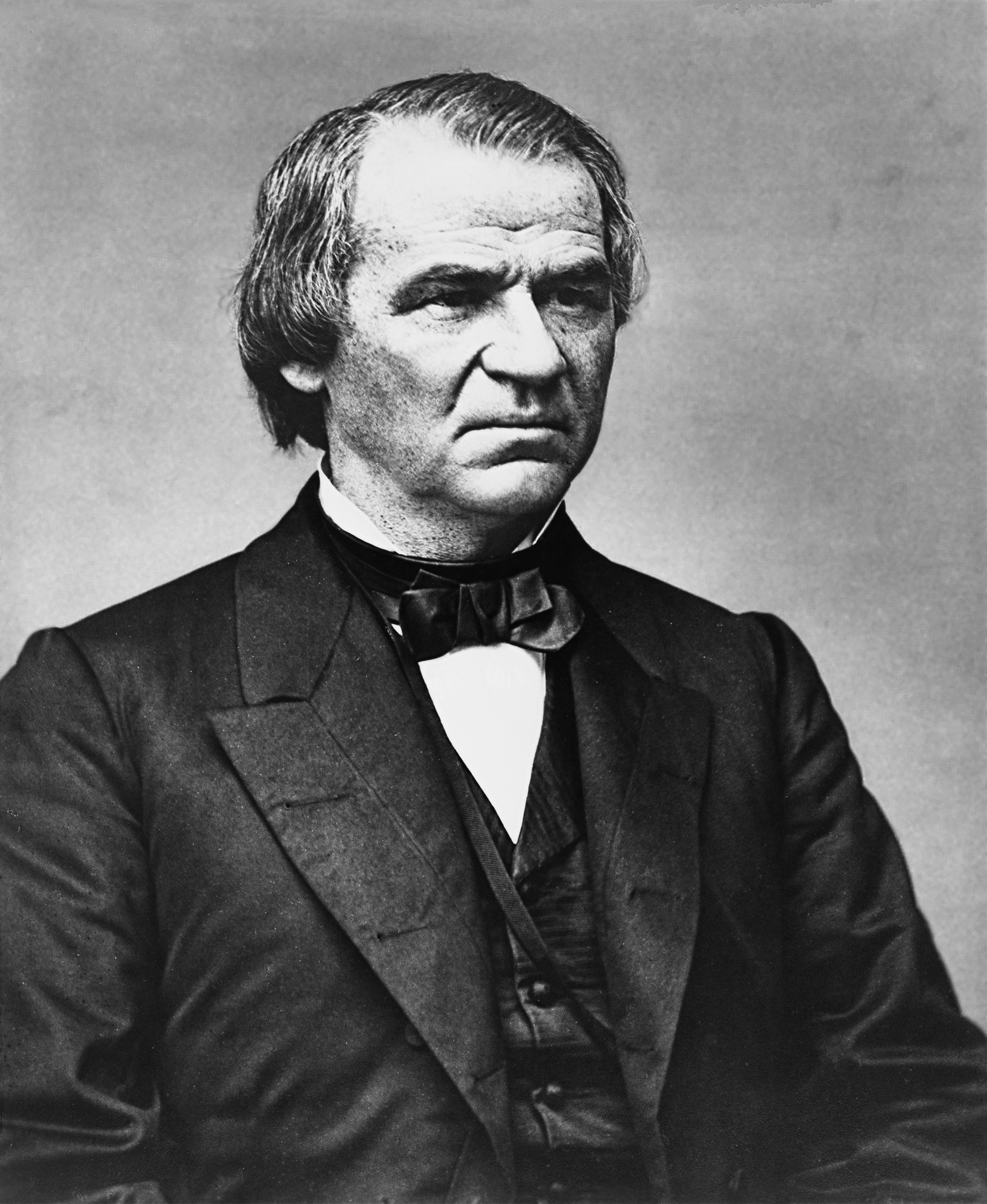
Andrew Johnson, der Nachfolger des ermordeten Abraham Lincoln

Am 15. April 1865, in der Endphase des Krieges, wurde Lincoln bei einem Theaterbesuch in Washington ermordet. Kurz davor, am 31. Januar 1865, war durch den 13. Zusatzartikel zur Verfassung der Vereinigten Staaten die Sklaverei auf dem gesamten Gebiet der Vereinigten Staaten endgültig abgeschafft worden. Lincolns Nachfolger, Vizepräsident Andrew Johnson (1865–1869), ein Südstaatler aus Tennessee und Demokrat, bemühte sich durch eine mildere Behandlung die Bevölkerung der Südstaaten wieder für den Gesamtstaat zu gewinnen. Der Kongress hingegen befürchtete, dass die alten Verhältnisse im Süden dadurch fast unverändert fortdauern würden. Daher durften die Südstaaten erst nach erheblichen gesetzgeberischen Reformen wieder Mitglieder in den Kongress entsenden. Zeitweise wurden die Südstaaten sogar von Vertretern des Gesamtstaates regiert (sog. Carpetbagger). Das Ende dieser Reconstruction-Zeit wird im Jahr 1877 verortet, als der Republikaner Rutherford B. Hayes zum Präsidenten gewählt wurde und er die letzten Unionstruppen abziehen ließ.

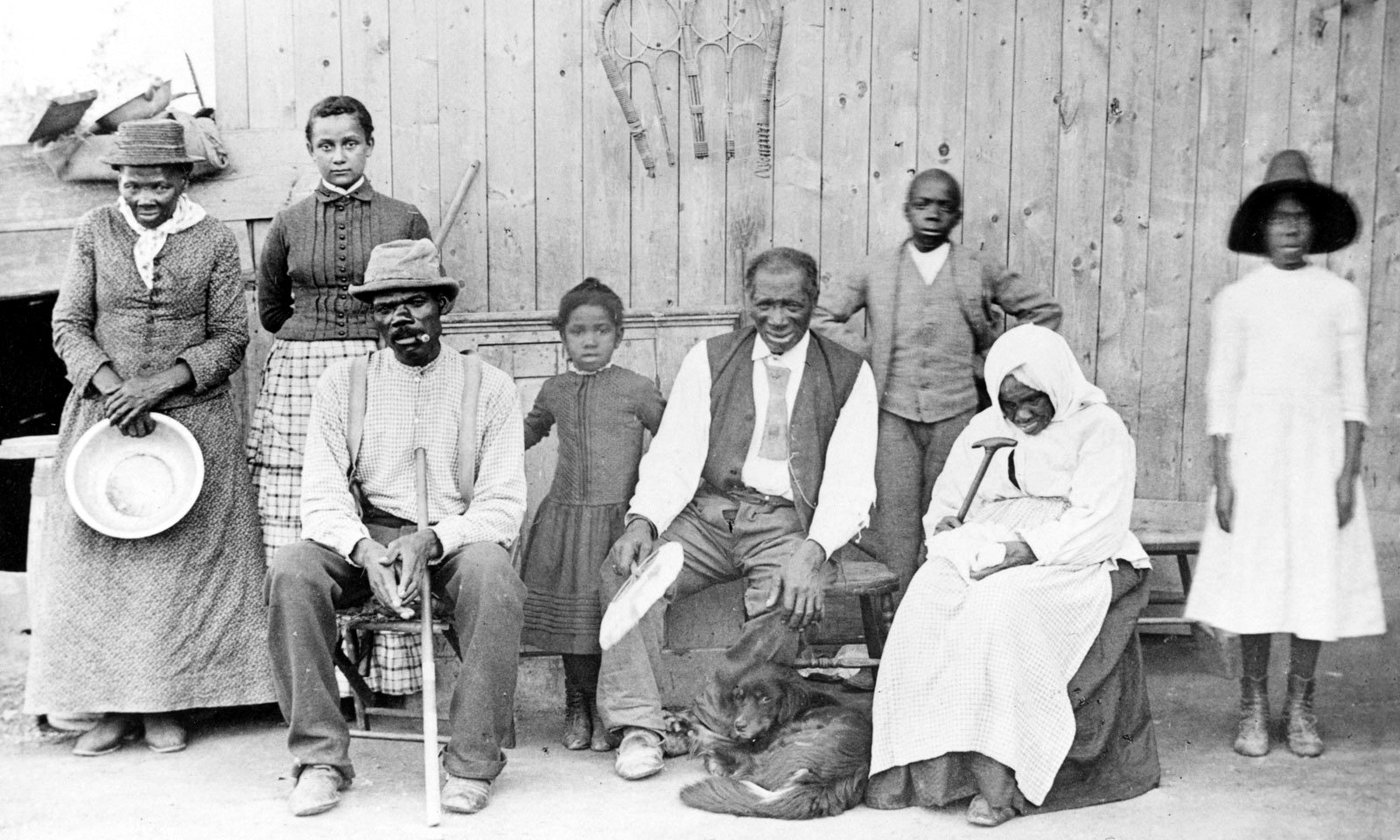
Harriet Tubman (links) mit ehemaligen Sklaven, die sie im Bürgerkrieg gerettet hatte (um 1885)

Dennoch blieben die Afroamerikaner in den Südstaaten weiterhin Bürger zweiter Klasse, denen durch diskriminierende Maßnahmen die Teilnahme an Wahlen erheblich erschwert wurde. Die Rassentrennung blieb in den Grundzügen bis in die 1960er Jahre bestehen, bis zur Bürgerrechtsbewegung und den entsprechenden Maßnahmen der Bundesregierung unter Lyndon B. Johnson. Außerdem zogen Millionen von Schwarzen von 1940 bis 1970 in die Staaten des Nordens und Westens, und andererseits Weiße in den Süden.

## Politik
In politischer Hinsicht führte der Bürgerkrieg zu einer nur selten unterbrochenen Herrschaft der Republikanischen Partei auf Bundesebene, die erst 1932 durch die New Deal Coalition von Franklin D. Roosevelt gebrochen wurde. Dies leitete eine Phase von Bundesregierungen der Demokraten bis in die 1960er Jahre ein, nur unterbrochen von der Regierung Eisenhowers. Im Süden hingegen waren die Demokraten tonangebend; so stellten sie beispielsweise in Texas von 1874 bis 1979 den Gouverneur.
In und nach den 1960er Jahren kam es zu einer Neuausrichtung von Wählern und Parteien. Während bis dahin die Demokraten als ehemalige Sklavenbefürworter und stark konservative Kraft fast unangefochten in den Südstaaten dominiert hatten (Solid South), wechselten nun viele Weiße zu den Republikanern, die bereits um die Jahrhundertwende die Demokraten als konservativere Partei abgelöst hatten. Die Politik der demokratischen Präsidenten Kennedy und Johnson zur Abschaffung der Rassentrennung war ein Grund dafür. Das erklärt auch das Phänomen, dass viele Weiße im Süden zwar auf Staatenebene demokratisch, auf Bundesebene hingegen republikanisch wählen.
Der Zuzug von Amerikanern aus den nördlicheren Staaten in den wirtschaftlich starken Süden bedeutete, dass die Südstaaten bevölkerungsreicher wurden und damit auch mehr Gewicht auf Bundesebene erhielten. Andererseits änderte sich damit auch die soziale Zusammensetzung und das Wahlverhalten in diesen Staaten, was noch verstärkt wurde durch die Zuwanderer aus Lateinamerika, den Hispanics.

## Der Süden aus kultureller Sicht

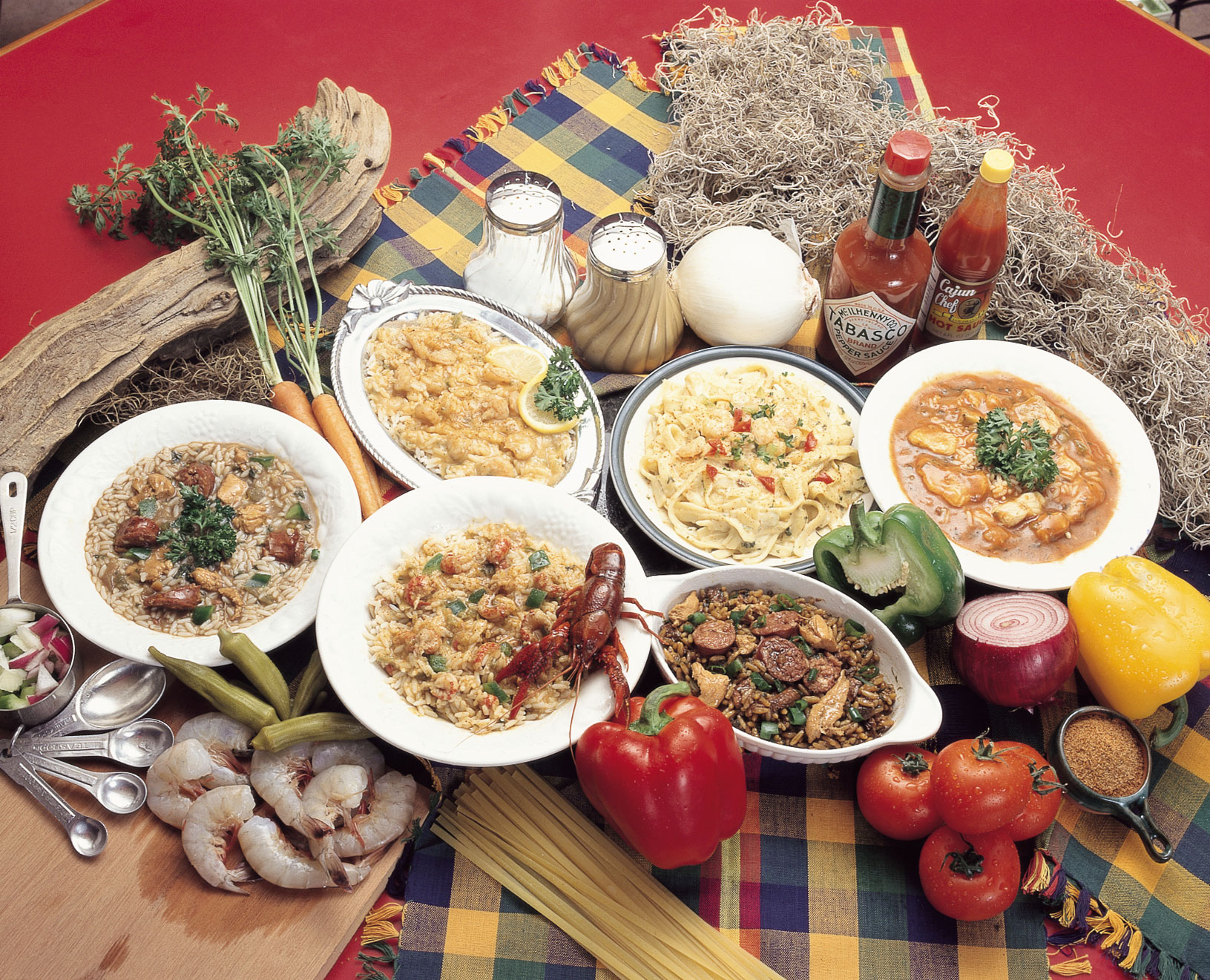
Gerichte aus der kreolischen Küche

Gemeinsam war im 19. Jahrhundert allen Südstaaten eine starke landwirtschaftliche Ausrichtung – im Gegensatz zum schon weitgehend industrialisierten Norden. Vor allem in den Küstenebenen war die Plantagenwirtschaft weit verbreitet. Daher gab es in diesen Staaten die peculiar institution, die „besondere Einrichtung“, wie die Sklaverei auch genannt wurde. Zwischen den Plantagenbesitzern in der Ebene und den Kleinbauern in den Gebirgsregionen der Appalachen gab es erhebliche, wirtschaftlich bedingte Gegensätze. Daher kam es während des Bürgerkrieges zur „Sezession in der Sezession“, zur Abspaltung West Virginias von Virginia und der versuchten Abspaltung Ost-Tennessees von Tennessee.
Die sozio-kulturellen Gegensätze zwischen Norden und Süden ziehen sich durch alle Gesellschaftsschichten und Parteien und prägen seit der Phase des Wiederaufbaus die Politik zwischen den Einzelstaaten und dem Bund. Die weißen, aus ärmeren Bevölkerungsschichten stammenden Bewohner der Südstaaten werden mitunter abwertend als Rednecks bezeichnet. Auch sprechen einige Menschen im Süden oder solche, die von dort stammen, einen charakteristischen Akzent, den Southern Drawl.
Die Südstaaten umfassen den sogenannten Bible Belt. Dieses Gebiet ist für die intensive Ausübung der christlichen Religion bekannt; nicht selten finden sich selbst in Kleinstädten Dutzende Kirchen. Auch Religionsgruppen wie die Baptisten haben teilweise eigene südliche Zusammenschlüsse.
In den Südstaaten entstanden Gospel, Blues und Country-Musik. New Orleans war und ist ein wichtiges Zentrum für Blues und Jazz, Memphis eines für Blues und Soul. Nashville (Tennessee) ist das Zentrum der kommerziellen Country-Musik. Als „Geburtsstunde“ des Rock ’n’ Roll wird oft die erste Aufnahme des aus Mississippi stammenden Elvis Presley in Memphis genannt. Der Dixieland Jazz, der Dirty South und der Southern Rock sind direkt nach den Südstaaten benannt.
Bekannt ist auch die Südstaatenküche und ihre Besonderheiten wie Cajun-Food, Soul-Food, Tex-Mex-Küche und kreolische Küche.

## Herkunft des BegriffsDixieland
Ein gebräuchliches Synonym für die Südstaaten ist Dixieland oder Dixie. Nach der einen Theorie soll der Name von der Mason-Dixon-Linie abgeleitet sein. So wurde die Grenzlinie zwischen Pennsylvania und Maryland genannt, die die Landvermesser Charles Mason und Jeremiah Dixon vermessen hatten, und verallgemeinernd auch die Trennlinie zwischen den amerikanischen Staaten, südlich derer die Sklaverei erlaubt und nördlich derer sie verboten war. Nach einer anderen Theorie leitet sich der Name vom französischen Wort „dix“ (zehn) ab, das früher auf von der staatlichen Notendruckerei im zeitweise französischsprachigen New Orleans hergestellten Zehn-Dollar-Noten zu finden war.

## Belege
1. ↑  Howard Temperley: Regionalismus, Sklaverei, Bürgerkrieg und die Wiedereingliederung des Südens, 1815–1877, S. 90.
2. ↑  Ordinance of Secession (Memento vom 4. April 2004 im Internet Archive) im Wortlaut
3. ↑  Howard Temperley: Regionalismus, Sklaverei, Bürgerkrieg und die Wiedereingliederung des Südens, 1815–1877, S. 122.